# Tội phạm tài chính
Tội phạm tài chính là tội phạm đối với tài sản, liên quan đến việc chuyển đổi bất hợp pháp quyền sở hữu tài sản (thuộc về một người) sang người khác hay tổ chức khác. Tội phạm tài chính có thể liên quan đến gian lận (gian lận séc, gian lận thẻ tín dụng, gian lận thế chấp, gian lận y tế, gian lận của công ty, gian lận chứng khoán (bao gồm cả giao dịch nội gián), gian lận ngân hàng, gian lận bảo hiểm, lũng đoạn thị trường, gian lận thanh toán (gian lận điểm bán hàng, gian lận chăm sóc sức khỏe); trộm cắp; lừa đảo hoặc thủ đoạn gây sự tự tin; trốn thuế; hối lộ; quyến rũ; tham ô; trộm cắp danh tính; rửa tiền;giả mạo và làm giả, bao gồm cả việc sản xuất tiền giả và hàng tiêu dùng giả.
Tội phạm tài chính có thể liên quan đến các hành vi tội phạm bổ sung, chẳng hạn như tội phạm máy tính, lạm dụng người cao tuổi, trộm cắp, cướp có vũ trang và thậm chí là tội phạm bạo lực như cướp hoặc giết người. Tội phạm tài chính có thể được các cá nhân, tập đoàn hoặc các nhóm tội phạm có tổ chức thực hiện. Nạn nhân có thể bao gồm các cá nhân, tập đoàn, chính phủ và toàn bộ nền kinh tế.

## Rửa tiền
Đối với hầu hết các quốc gia, rửa tiền và tài trợ khủng bố đặt ra những vấn đề quan trọng liên quan đến phòng ngừa, phát hiện và truy tố. Các kỹ thuật tinh vi được sử dụng để rửa tiền và tài trợ cho khủng bố làm tăng thêm sự phức tạp của những vấn đề này. Các kỹ thuật tinh vi như vậy có thể liên quan đến các loại tổ chức tài chính khác nhau; nhiều giao dịch tài chính; việc sử dụng các trung gian, chẳng hạn như cố vấn tài chính, kế toán, tập đoàn vỏ và các nhà cung cấp dịch vụ khác; chuyển đến, thông qua và từ các quốc gia khác nhau; và việc sử dụng các công cụ tài chính khác nhau và các loại tài sản lưu trữ giá trị khác. Tuy nhiên, rửa tiền là một khái niệm đơn giản. Đó là quá trình mà tiền thu được từ một hoạt động tội phạm được ngụy trang để che giấu nguồn gốc thực sự của chúng. Về cơ bản, rửa tiền liên quan đến tiền thu được từ tài sản có tội phạm hơn là chính tài sản đó. Rửa tiền có thể được định nghĩa theo một số cách, hầu hết các quốc gia đăng ký định nghĩa được thông qua bởi Công ước Liên hợp quốc về chống giao thông bất hợp pháp trong ma túy và các chất hướng thần (1988) (Công ước Vienna) và Công ước Liên hợp quốc chống tội phạm xuyên quốc gia (2000)) (Công ước Palermo):